# Первомайский (Кагальницкий район)
Первомайский — хутор в Кагальницком районе Ростовской области.
Входит в состав Хомутовского сельского поселения.

## География

### Улицы
- ул. Заречная,
- ул. Майская,
- ул. Степная.

## Население
| 2010 |
| ---- |
| 144  |